# Yakushi-dake
Der Yakushi-dake (japanisch 薬師岳) ist ein Berg im Hida-Gebirge in der Präfektur Toyama mit einer Höhe von 2926 m.
Der Yakushi-dake wird zudem in dem bekannten Buch 100 berühmte japanische Berge (Nihon-Hyakumeizan) aufgelistet.

## Lage
| Bild | Name                       | Höhe (m) | Distanz vom Gipfel | Anmerkungen                                                                                |
| ---- | -------------------------- | -------- | ------------------ | ------------------------------------------------------------------------------------------ |
|      | Tateyama 立山              | 3015     | 13,7 km            | in der Liste der 100 berühmten japanischen Berge                                           |
|      | Etchūzawa-dake 越中沢岳    | 2591,42  | 6,2 km             |                                                                                            |
|      | Akaushi-dake 赤牛岳        | 2864,23  | 5,3 km             | in der Liste der 200 berühmten japanischen Berge                                           |
|      | Yakushi-dake 薬師岳        | 2926,01  | 0                  | in der Liste der 100 berühmten japanischen Berge                                           |
|      | Kitanamata-dake 北ノ俣岳   | 2662     | 6,0 km             |                                                                                            |
|      | Kurodake 黒岳              | 2986     | 7,0 km             | ein anderer Name ist Suishō-dake (水晶岳) in der Liste der 100 berühmten japanischen Berge |
|      | Kurobegorō-dake 黒部五郎岳 | 2839,58  | 8,5 km             | in der Liste der 100 berühmten japanischen Berge                                           |

## Galerie

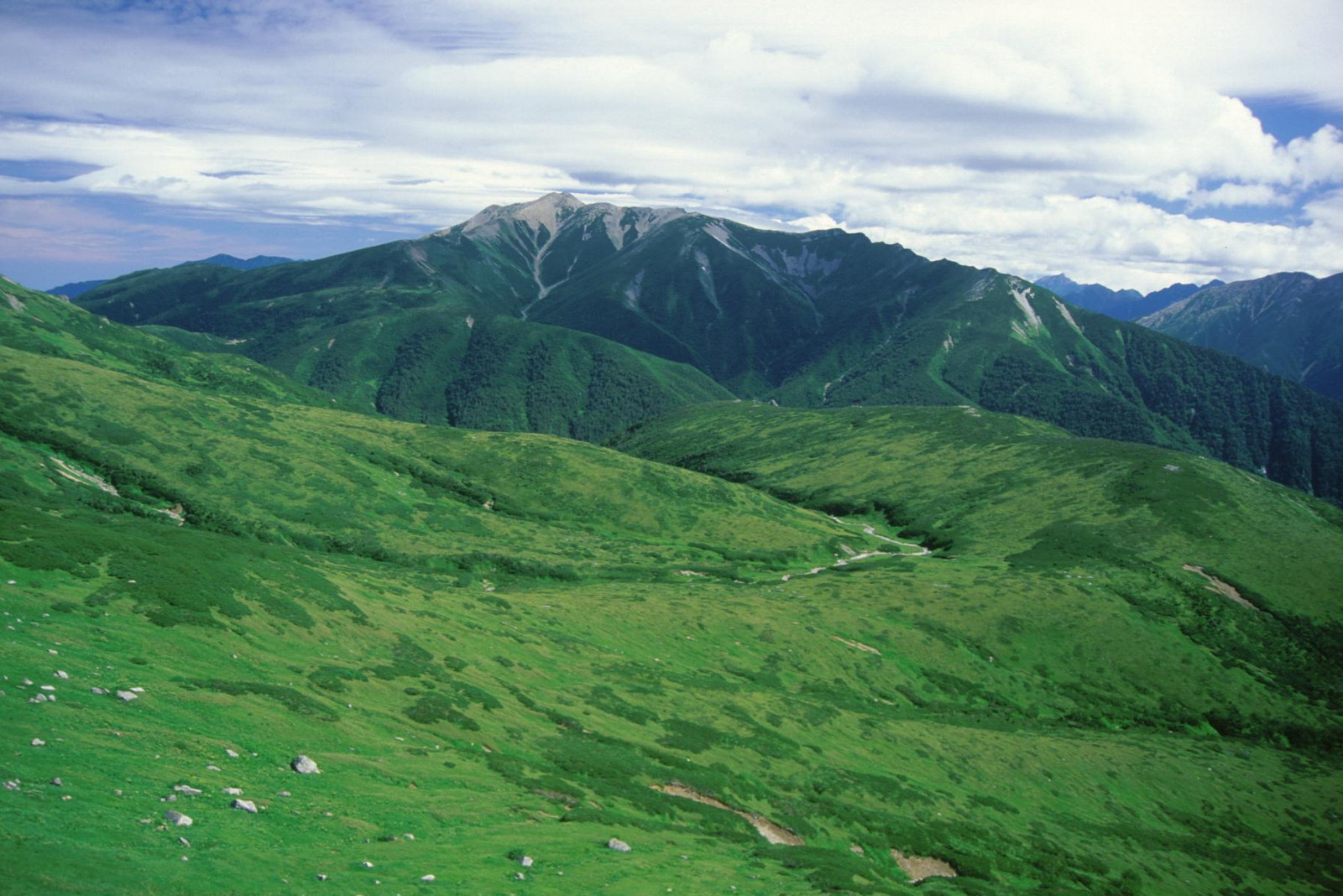
Blick von Kotanomata-dake
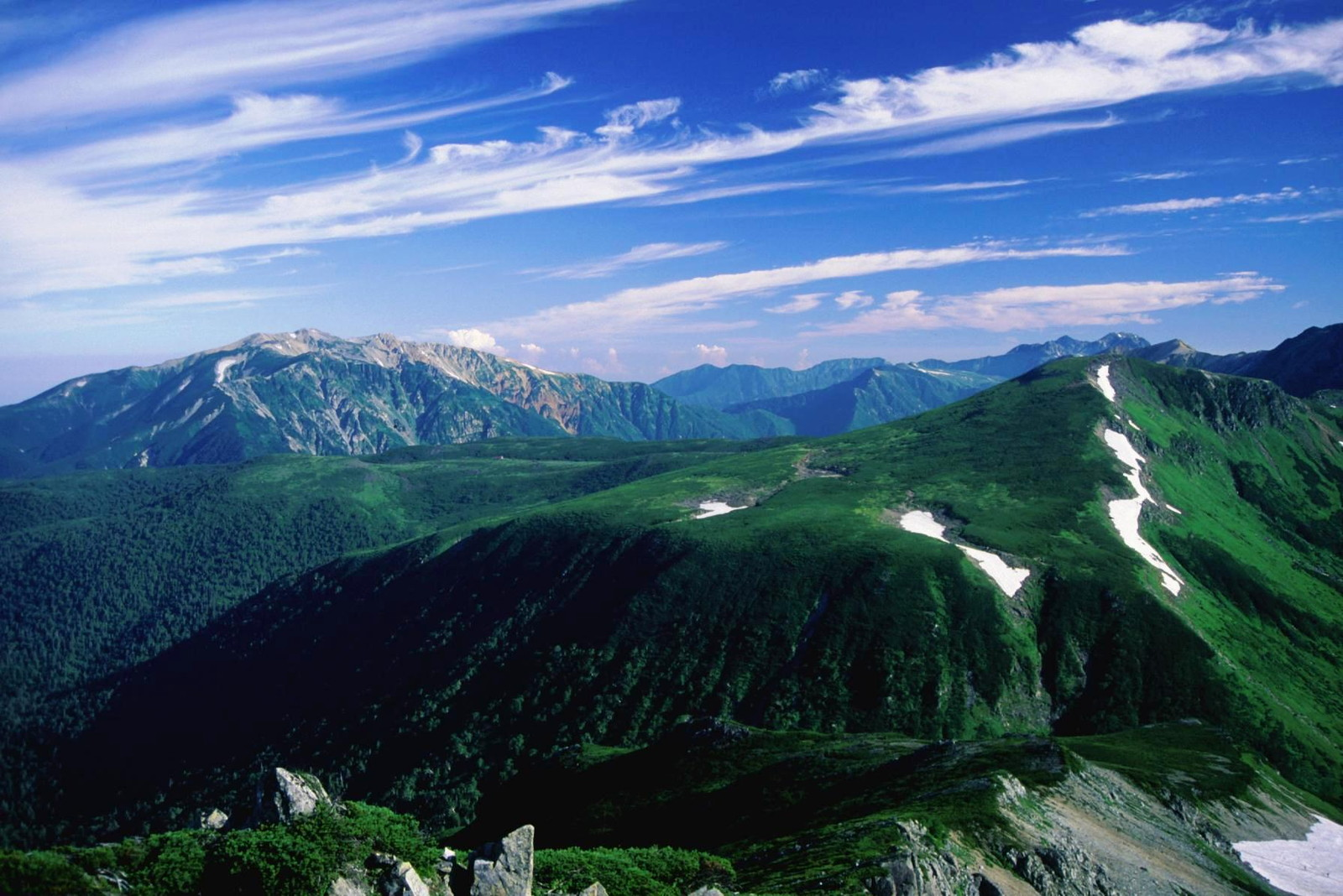
Blick von Mitsumatarenge-dake
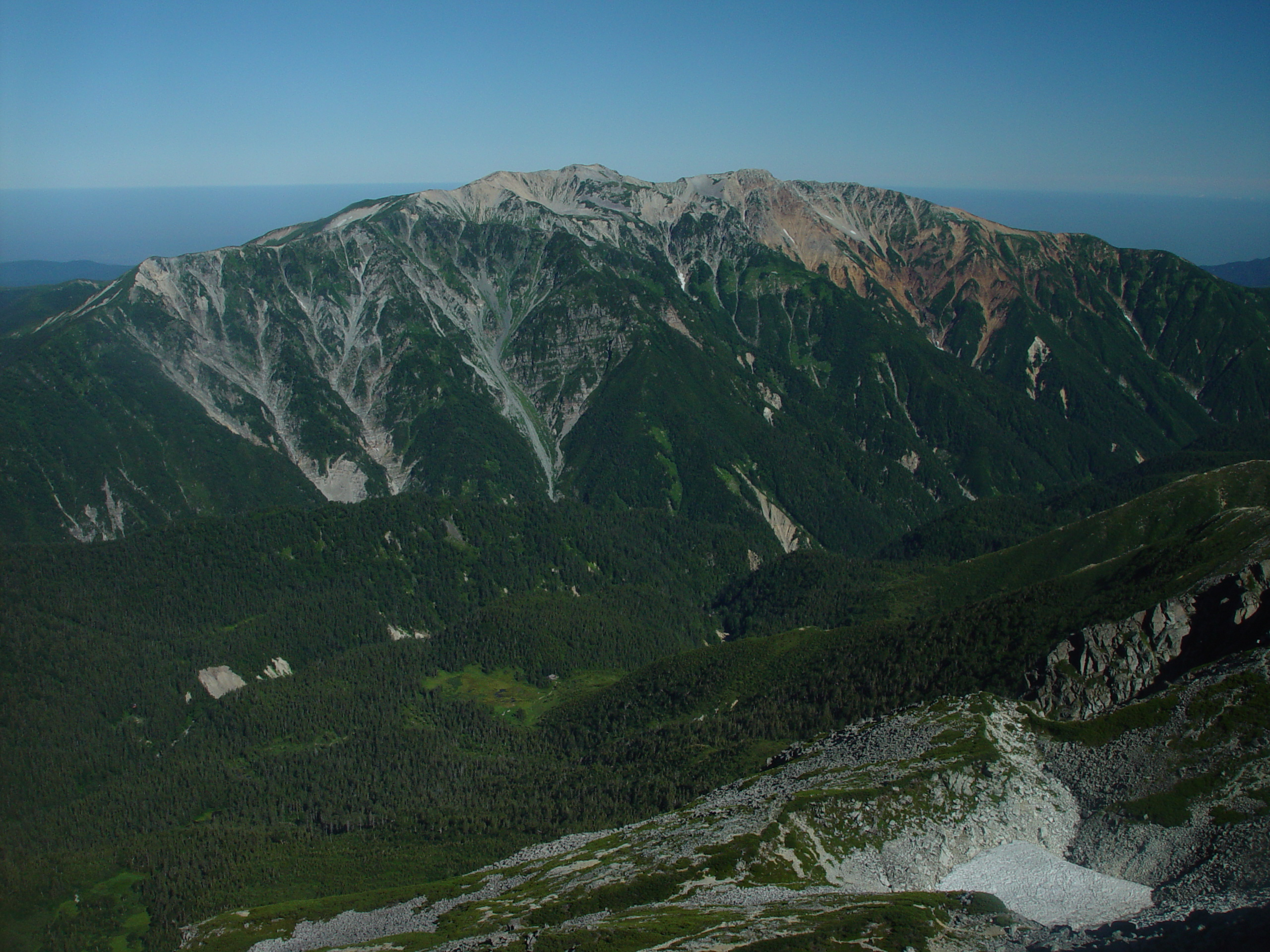
Blick von Suishō-dake
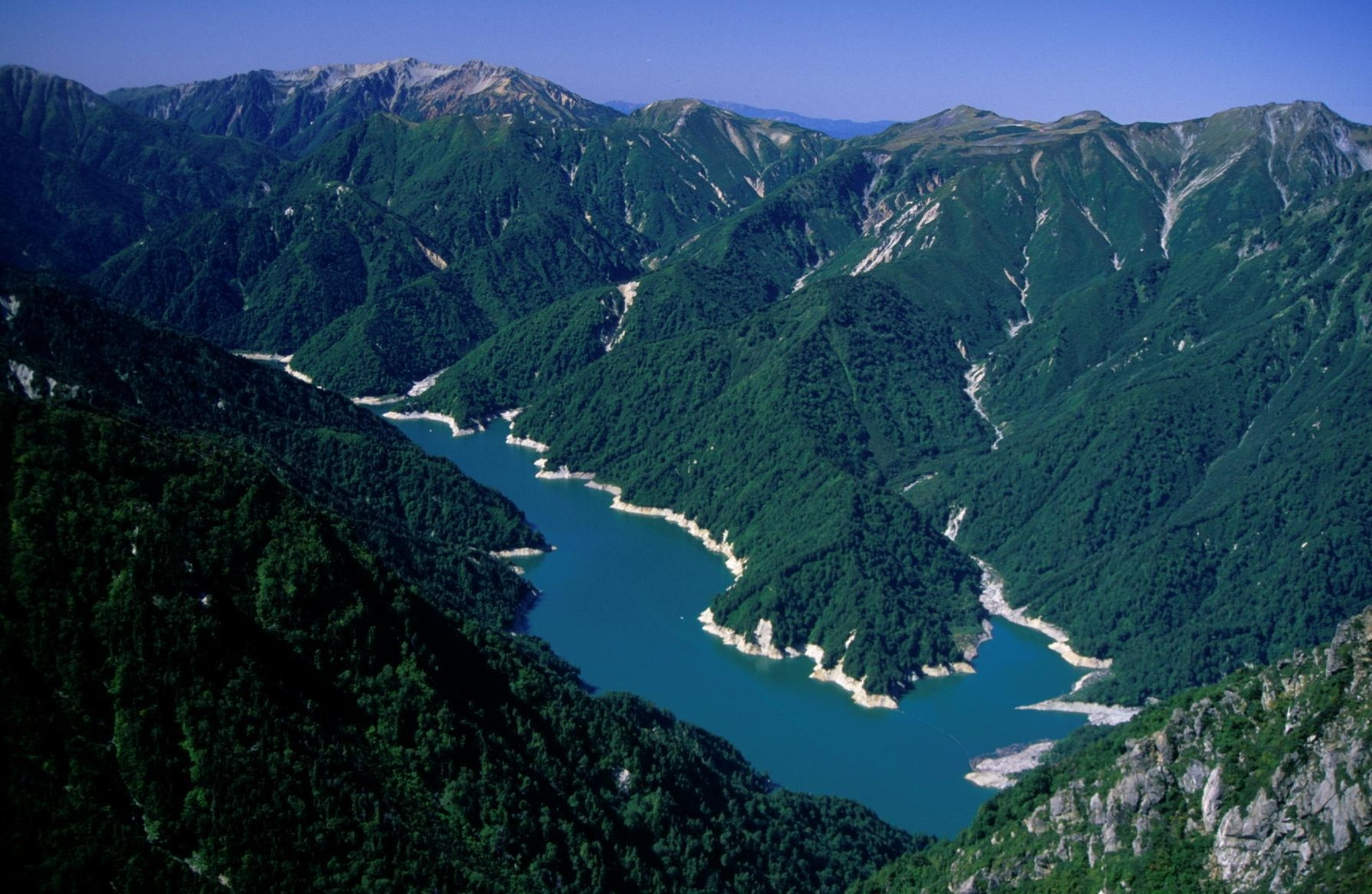
Blick von Akazawa-dake